# Garret Sparks
Garret Sparks, född 28 juni 1993, är en amerikansk professionell ishockeymålvakt som är kontrakterad till NHL-organisationen Toronto Maple Leafs och spelar för deras primära samarbetspartner Toronto Marlies i American Hockey League (AHL). Han har tidigare spelat på lägre nivåer för Orlando Solar Bears i ECHL och Guelph Storm i Ontario Hockey League (OHL).
Sparks draftades i sjunde rundan i 2011 års draft av Toronto Maple Leafs som 190:e spelare totalt.